# Be Cool
Be Cool – amerykańska komedia kryminalna z 2005 roku w reżyserii F. Gary’ego Graya. Zdjęcia kręcono w Los Angeles.

## Obsada
- John Travolta – Chili Palmer
- Uma Thurman – Edie Athens
- Cedric the Entertainer – Sin LaSalle
- André 3000 – Dabu
- Vince Vaughn – Raji
- Christina Milian – Linda Moon
- Stacy Ferguson jako ona sama; członkini zespołu The Black Eyed Peas
- Dwayne Johnson „The Rock” – Elliot Wilhelm
- Robert Pastorelli – Joe Loop
- Debi Mazar – Marla
- James Woods – Tommy Athens
- Harvey Keitel – Nick Carr
- Paul Adelstein – Hy Gordon